# Hezârfen Ahmed Çelebi

Ruta del planeo que habría realizado desde el distrito de Galata en Europa, al distrito de Üsküdar en el lado asiático de Estambul.

Hezârfen Ahmed Çelebi fue un legendario aviador otomano de Estambul (antigua Constantinopla), que supuestamente según los escritos del viajero Evliya Çelebi habría logrado un vuelo sostenido sin motor desde la torre de Gálata hasta el distrito de Üsküdar, siguiendo los pasos de otros científicos musulmanes prominentes como Abbás Ibn Firnás y siendo sucedido por su hermano Lagâri Hasan Çelebi, el cual igualmente habría realizado un vuelo sobre Estambul, pero a diferencia de Hezârfen, este se concretó a través de un cohete tripulado. Este personaje histórico vivió durante la regencia de la Valide Kösem Sultan y el reinado del sultán Murad IV.

## Vuelo sobre Estambul
Los escritos del siglo XVII de Evliyâ Çelebi relatan esta historia de Hezârfen Ahmed Çelebi, cerca de 1630-1632:
Primero, practicó volando sobre el púlpito de Okmeydanı ocho o nueve veces con alas de águila, usando la fuerza del viento. Entonces, mientras el Sultán Murad Khan (Murad IV) observaba desde la mansión de Sinan Pasha en Sarayburnu, voló desde lo más alto de la Torre Galata (en el Karaköy contemporáneo) y aterrizó en la plaza Doğancılar en Üsküdar, con la ayuda del viento del sur - oeste. Entonces Nuestra Majestad Murad Khan le concedió un saco de monedas de oro y dijo: "Es un hombre asustadizo, pero capaz de hacer todo lo que quiera, no es correcto mantener a esas personas", y así lo envió a Argelia al exilio. Él murió allí.
- Evliyâ Çelebi.
El título "Hezârfen" (Persa: هزار, hazār + árabe: فن, fann) dado por Evliyâ Çelebi a Ahmet Çelebi, significa "el de mil ciencias".

## Informe único
En 1648, John Wilkins cita a Ogier Ghiselin de Busbecq, el embajador austriaco en Constantinopla en 1554-1562, como autor de una crónica en la que se informa de que "un turco en Constantinopla" trató de volar. Sin embargo, si es exacta, esta cita se refiere a un evento ocurrido casi un siglo antes de las hazañas reportadas por Evliyâ Çelebi.
El relato de Evliyâ Çelebi sobre las hazañas de Hezârfen Ahmet Çelebi tiene solo tres frases de largo (de una obra de diez volúmenes), pero la historia tiene gran fama en Turquía. Aparte del informe de Evliyâ Çelebi, no hay otras referencias contemporáneas sobre el evento.

## Detalles del suceso
Las medidas de la supuesta altura de lanzamiento y la distancia de vuelo eran las siguientes:
-La Torre de Galata se encuentra a 35 m (115 pies) sobre el nivel del mar, el pico de su cúpula cónica a 62,59 m (205.35 ft) sobre el nivel del suelo y 97,59 m (320.18 pies) sobre el nivel del mar.
-La plaza Doğancılar está a unos 12 m (39 pies) sobre el nivel del mar.
-El cambio de elevación entre la torre (despegue) y el cuadrado (aterrizaje) es 85,59 m (281 pies).
-La distancia entre la torre y la plaza del pueblo es de aproximadamente 3,358 km (2 millas). 
-La relación de deslizamiento es de 39: 1. Un ala delta moderna tiene una relación de planeo de 15: 1 en promedio.

## Era moderna
-Uno de los tres aeropuertos de Estambul se llama "Hezarfen Havalımanı".
-Una mezquita al lado del aeropuerto Atatürk de Estambul lleva la denominación "Hezarfen Ahmet Çelebi". 
-Un largometraje de 1996, "Estambul bajo mis alas" (İstanbul Kanatlarımın Altında) se refiere a las vidas de Hezârfen Ahmet Çelebi, su hermano y aviador de cohetes Lagâri Hasan Çelebi, y la sociedad otomana a principios del siglo XVII, como fue testigo y narrado por Evliyâ Çelebi.

## En la cultura popular
-En la serie histórica Muhteşem Yüzyıl Kösem, este personaje es interpretado por Ushan Çakır.